# Zenodotos von Ephesos
Zenodotos von Ephesos (Ζηνόδοτος), kurz Zenodot, (* um 333 v. Chr. oder um 323 v. Chr.; † um 260 v. Chr. in Alexandria) war ein griechischer Philologe aus Ephesos. Er war ein Schüler des Philetas und Lehrer des späteren Königs Ptolemaios II. Im Jahre 284 v. Chr. wurde er von Ptolemaios I. zum ersten Leiter der großen Bibliothek von Alexandria berufen, er baute hier die Basis der größten Schriftensammlung der Antike auf.

## Leben
Die Überlieferungen über das Leben von Zenodotos sind spärlich und stützen sich vor allem auf den Eintrag in der um 970 erschienen Suda. Konkrete Lebensdaten liegen nicht vor. Der Biograph Hesychios von Milet gibt als Lebensbeginn das Jahr 323 v. Chr. an, allerdings wird das eher als Angabe der Akme interpretiert. Wahrscheinlich ist, dass er um 333 v. Chr. in Ephesos geboren und um 260 v. Chr. in Alexandria starb. Das früheste belegte Ereignis aus seinem Leben ist die Erziehung der Kinder Ptolemaios I., insbesondere des Ptolemaios II.

## Leistung
Zenodotos gilt als der Begründer der Textkritik in Epos und Lyrik. Jedenfalls veröffentlichte er die erste kritische Textausgabe der Homertexte (Ilias und Odyssee) auf Grund verschiedener Handschriften, vermutlich auch mit Konjekturen. Er hat seine Entscheidungen weder in einem Kommentar noch in einer Abhandlung begründet, doch scheint es eine mündliche Tradition darüber gegeben zu haben. Dagegen erstellte er ein Wörterbuch zu Homer. Wichtig ist, dass er Verse, deren Echtheit er bezweifelte, nicht unterdrückte, sondern seiner Ansicht nur am Rand der Kolumne durch einen „Obelos“ Ausdruck gab – die Grundlegung der wissenschaftlichen Methode, späteren Forschern die Möglichkeit der Nachprüfung offenzulassen. Ob die Einteilung der beiden Epen in jeweils 24 Gesänge auf ihn zurückgeht, ist nicht sicher. Seine Arbeit wurde vor allem durch Aristophanes von Byzanz fortgeführt.
Zenodotos arbeitete auch über andere Dichter als Homer, vor allem über Hesiod, Pindar und Anakreon.

## Rezeption
Der Online-Speicherdienst für Forschungsdaten und wissenschaftliche Publikationen, Zenodo, nutzt das von Zenodot abgeleitete Lehnwort als Namen.